# 天野有
天野 有（あまの ゆう、1955年12月11日 - 2018年10月17日）は、日本の神学者。西南学院大学神学部教授。

## 経歴
静岡県出身。
1979年、早稲田大学教育学部教育学科を卒業（教育学士）、
1982年、西南学院大学神学部神学科を修了（神学士）、奈良キリスト教会（日本バプテスト連盟）牧師。
西南学院大学の卒業後、父の志をついで牧師の道を進んだが、説教の能力の限界を感じ、カール・バルトの神学の研究者として活路を見いだした。
北九州市の高須バプテスト教会の協力牧師も務めていた。
1988年、ドイツ・ヴッパータール神学大学に留学。
1991年、九州大学大学院、文学研究科博士課程を中退（文学修士）。
1993年、ヴッパータール神学大学博士課程を修了して、Dr.theol.を取得（神学博士）。
西南学院大学神学部専任講師を経て、同学教授となった。
2018年10月17日、食道がんのため死去、62歳。

## 執筆
- 『岩波 キリスト教辞典』(大貫隆ほか編、岩波書店） 2002年

以下の13項目を担当。
「神の義」「神の言」「希望の神学」「『教会教義学』」「キリスト論(近現代)」「ドイツ教会闘争」「パネンベルク」「バルト」「バルメン宣言」「モルトマン」「ユンゲル」「『ロマ書』〔バルトの〕」「和解」

## 翻訳
- 『キリスト教的生Ⅰ』（カール・バルト、新教出版社） 1998年
- 『キリスト教的生Ⅱ』（カール・バルト、新教出版社） 1998年
- 『国家の暴力について - 死刑と戦争をめぐる創造論の倫理』（カール・バルト、新教出版社） 2003年
- 『国家の暴力』（カール・バルト、新教出版社） 2003年

### 共訳
- 『ブルトマン著作集9』（ルドルフ・ブルトマン、新教出版社） 1994年
- 『聖書学論文集3』（ルドルフ・ブルトマン、青野太潮共訳、新教出版社） 1994年
- 『バルト＝ボンヘッファーの線で。クラッパート教授来日特集』（新教出版社） 1996年
- 『現代の終末論とフェミニズム。ユルゲン・モルトマン、エリーザベト・モルトマン＝ヴェンデル日本講演集 1996』（新教出版社） 1997年

## 論文
- 「カール・バルトにおける創造論のキリスト論的基礎づけ」（九州大学哲学会、『哲学論文集』） 1988年
- Karl Barths Ethik der Vers oehnungslehre. Ihre theologische Rezeption in Japan und ihre Bedeutung fuer die kirchlichgesellschaftliche Situation in Japan， Peter Lang Verlag 1994、博士論文、199?年
- 「カール・バルトの『和解論』の倫理学 - キリスト論的・終末論的倫理学」Ⅰ - Ⅲ（西南学院大学神学論集） 1994年 - 1996年
- 「バルト神学における『イエス論』の地平」Ⅰ - Ⅱ （新教出版社、『福音と世界』1994年10月号 - 11月号） 1994年
- 「バルトは聖書をどのように状況的に読んだか。一つのモデル -《アモスの審判予言解釈》」（新教出版社、『福音と世界』1995年7月号） 1995年
- 「バルトの《国家》論のための序論的考察」（滝沢克己協会編、創元社、『思想のひろば』第8号 (特集「国家」への新しい視点） 1997年
- 解放をもたらす言葉(Ⅰコリント7,20) - ルター的理解への問いとしてのバルトの『召し / 召命(klesis)理解』（西南学院大学神学論集） 2002年
- 「生命倫理の方向性を求めて - 神学的倫理学からの予備的考察」（山崎喜代子編)、九州大学出版会、『生命の倫理 - その規範を動かすもの』所収） 2004年